# Rafael Brand
Rafael Brand (* 9. September 1994 in Bremerhaven) ist ein deutscher Fußballspieler.

## Karriere
Nach seinen Anfängen in der Jugendabteilung des JFV Bremerhaven wechselte er im Sommer 2011 in die Jugendabteilung von Werder Bremen. Im Sommer 2013 schloss er sich dem OSC Bremerhaven in der Bremen-Liga an. Nachdem er in der Saison 2014/15 mit 38 Toren Torschützenkönig geworden war, wechselte er im Sommer 2015 in die Regionalliga Nord zur zweiten Mannschaft des Hamburger SV. Nach zwei Spielzeiten und 44 Ligaspielen wechselte er im Sommer 2017 in die Regionalliga Nordost zum BFC Dynamo. Nachdem er mit seiner Mannschaft den Berliner Landespokal gewonnen hatte, wechselte er im Sommer 2018 ligaintern zum FC Viktoria 1889 Berlin. Auch mit seinem neuen Verein konnte er am Ende der Saison 2018/19 den Berliner Landespokal gewinnen. Im Sommer 2020 wechselte er zurück in die Regionalliga Nord und schloss sich dem VfB Oldenburg an und verlängerte dort seinen Vertrag, zuletzt im April 2022.
Am Ende der Spielzeit 2021/22 gelang ihm mit seiner Mannschaft der Aufstieg in die 3. Liga, da er sich mit seinem Verein in den Aufstiegsspielen gegen den Meister der Regionalliga Nordost BFC Dynamo durchsetzte. Seinen ersten Profieinsatz hatte er am 23. Juli 2022, dem 1. Spieltag, als er beim 1:1-Heimunentschieden gegen den SV Meppen in der Startformation stand.

## Erfolge und Auszeichnungen

### Erfolge
BFC Dynamo
- Berliner Landespokal-Sieger: 2017/18

FC Viktoria 1889 Berlin
- Berliner Landespokal-Sieger: 2018/19

VfB Oldenburg
- Meister der Regionalliga Nord und Aufstieg in die 3. Liga: 2021/22

### Auszeichnungen
- Torschützenkönig
  - der Bremen-Liga: 2015